# Územní dělení starověkého Řecka

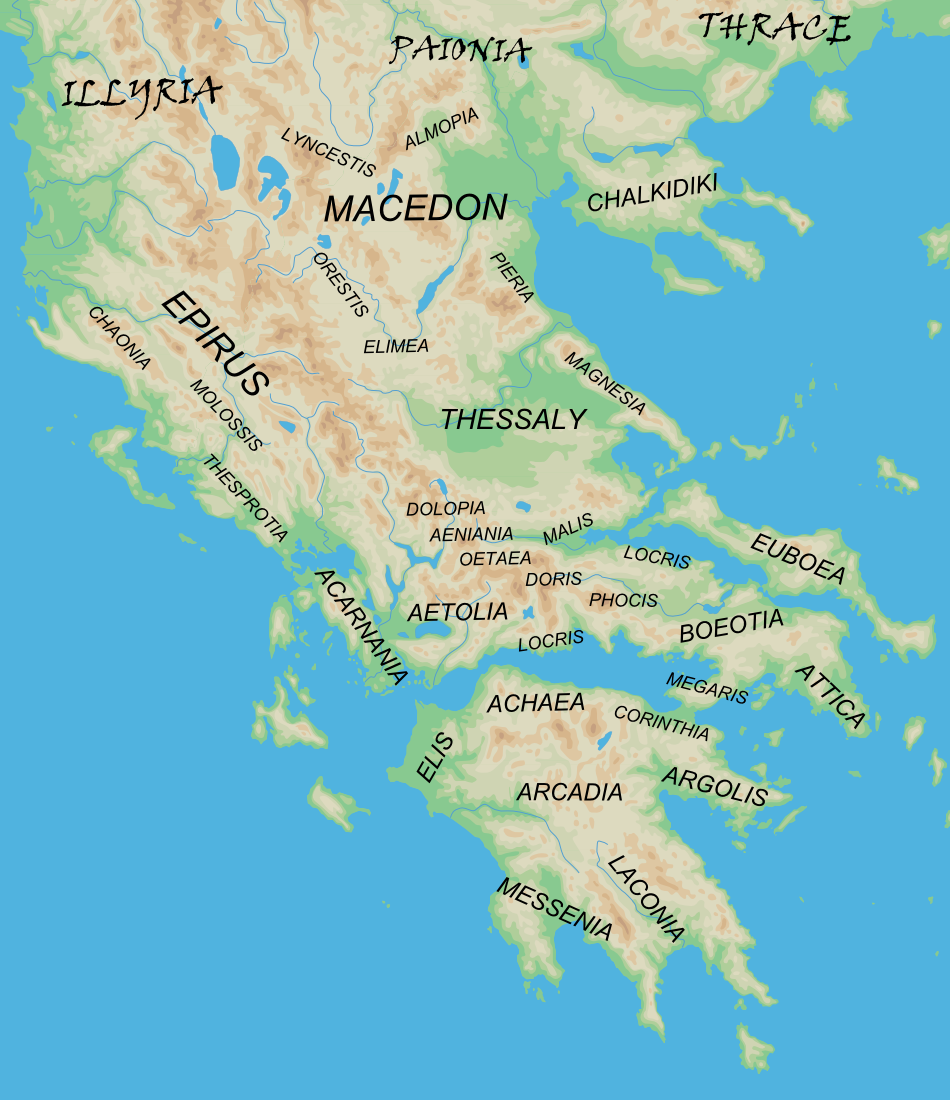
Kraje starověkého Řecka

Kraje starověkého Řecka byly oblasti, na které se členil starořecký svět a jejich názvy se vyskytují i v řecké mytologii, rozeznávali je už geografové a dějepisci starověkého Řecka.

## Důvody členění
Neexistuje žádný koncept, který by pojednával o struktuře těchto oblastí. Například na Peloponéském poloostrově je lze chápat v prvé řadě jako zřetelné geofyzikální jednotky s přirozenými hranicemi, jakými jsou horské hřebeny či řeky. Tyto oblasti si zachovávaly svoji totožnost, třebaže se během Temného období měnila identita zde žijícího obyvatelstva. Pro změnu členění Středního Řecka na Bojótii, Fókidu, Dóridu a Lokridech nelze chápat jako logický důsledek přírodního členění, ale spíše jako důsledek existence starořeckých kmenových celků. Nicméně přežily převratné změny Temného období, což ukazuje, že získaly méně politických konotací. Mimo Peloponés a středního Řecka docházelo postupem doby ke změnám geografického členění, což ukazuje na úzké propojení s kmenovou identitou. Postupně získaly všechny tyto oblasti geopolitický význam a bylo obvyklé, že jejich název přejímaly v klasickém období útvary spojující městské státy příslušné oblasti (například Arkadský spolek).
Na tyto tradiční celky dnes navazuje správní systém moderního Řecka, přičemž mnoho malých celků (především ve středním Řecku) již v něm netvoří správní jednotky a časté jsou různé odchylky od tradičních hranic i u těch celků, které i v současnosti představují správní jednotky. Pro plné pochopení dějin starověkého Řecka jsou nezbytné detailnější popisy těchto tradičních krajů.

## Peloponés
Peloponés se člení na tyto tradiční kraje:
- Achája - kraj na severu Peloponésu, jehož vymezení se částečně kryje s moderní regionální jednotkou
- Argolis - kraj na severovýchodě Peloponésu, jehož centrem byl Argos. Vymezení tohoto kraje se částečně kryje s moderní regionální jednotkou
- Arkádie - kraj ve vnitrozemí Peloponésu, jehož název převzala regionální jednotka, která má však rozdílné vymezení
- Élida - kraj na západě Peloponésu, jehož vymezení se částečně kryje s vymezením moderní regionální jednotky Élida
- Korinthie
- Lakónie - kraj na jihovýchodě Peloponésu, jehož centrem byla Sparta. Většina tohoto kraje dnes tvoří území stejnojmenné moderní regionální jednotky, ale jeho severovýchod náleží v současnosti k regionální jednotce Arkádii
- Messénie - kraj na jihozápadě Peloponésu se značně podobným vymezením, jako má stejnojmenná moderní regionální jednotka

## Střední Řecko
- Ainiania či Ainis - malý kraj jižně od Thesálie, k níž se občas počítal
- Attika - kraj na stejnojmenném poloostrově, s centrem v Athénách. Téměř celý náleží ke stejnojmennému modernímu kraji, který je však podstatně větší
- Bojótie - západní soused Attiky. Vymezení tohoto kraje je podobné jako vymezení stejnojmenné moderní regionální jednotky
- Dóris - malý horský kraj
- Euboia - stejné vymezení jako ostrov
- Fókida
- Lokris - kraj byl územím Fókidy z historických důvodů rozdělen na tři nesouvisející části: Epiknemidskou Lokris (na severu), Opuntskou Lokris (na severovýchodě), a Ozolskou Lokris (na jihozápadě)
- Malis
- Megaris - městský stát s centrem v Megaře
- Oitaia - malý kraj jižně od Ainianie, se kterou byl občas počítán k Thesálii

## Západní Řecko
- Akarnánie
- Aitólie
- Aperantia
- Dolopie

## Thesálie
- Achaia Fthiótis
- Hestiaiótis
- Magnésia
- Pelasgiótis
- Perrhaebia
- Thessaliótis

## Epirus
- Athamania
- Chaonia
- Dassaretia
- Molossis
- Thesprotia
- Parauaea
- Tymphaea

## Makedonie
- Pelagonie

## Řecké kolonie
- Magna Graecia

### Malá Asie
- Aiolis
- Iónie
- Dóris (Malá Asie)